# Strumble Head
Strumble Head (en gallois : Pen Strwmbl) est un promontoire rocheux dans la communauté de Pencaer dans le nord du comté de Pembrokeshire au Pays de Galles. Trois îlots se trouvent en bout de la péninsule : Ynys Meicel, Ynys Onnen et Carreg Onnen.
Le promontoire et les trois îlots se trouvent dans le Parc national côtier du Pembrokeshire avec, en littoral le Sentier Pembrokeshire (Pembrokeshire Coast Path), un sentier long de 299 km bordurant la mer d'Irlande.

## Histoire
Ce site donne son nom au :
- phare de Strumble Head sur l'île de Ynys Meicel,
- station de Strumble VOR, un point significatif du système de positionnement radioélectrique de la navigation aérienne,
- Strumble Head - Llechdafad Cliffs (en), un site d'intérêt scientifique particulier.

Strumble Head est l'un des meilleurs sites de Grande-Bretagne pour voir les cétacés, en particulier le marsouin qui peut être repéré en bord de littoral. Les phoques peuvent souvent être repérés dans les eaux sous le phare. Un poste de guet de guerre a été converti en abri pour recevoir le public amateur de la faune marine.
Ce promontoire a aussi été le témoin de nombreux naufrages de navires. Une épave française, probablement de la dernière guerre, y a été retrouvée en 2003. Le Bardse de l'île Piel a coulé le 3 octobre 1763 chargé d'une cargaison de fer et de cuivre de Wicklow pour Chepstow. En 1915, l 'un des derniers voiliers carrés du Canada, le Calburga (en), y a échoué en 1915. .